# 夢幻の軍艦大和
『夢幻の軍艦大和』（むげんのぐんかんやまと）は、本そういちによる日本の漫画作品。『イブニング』（講談社）にて、2006年2号から2011年11号まで連載。原案協力は阿部信弘。単行本は、イブニングKCより全14巻で発売された。

## あらすじ
九州近海の戦艦「大和」の沈没地点へ向かっていた潜航艇に乗船中、事故に遭って意識不明となった高校生の上原クルスの魂は、昭和16年（1941年）の当時進水したばかりの戦艦「大和」へタイムスリップしていた。
意識の回復後、睡眠中だけ魂がタイムスリップするようになったことを知ったクルスは、史実で太平洋戦争に敗れた大日本帝国を勝利に導くべく、大和で出会った水兵の海馬を通じて連合艦隊司令部の人間を動かし、歴史を塗り変えようと目論む。
クルスはゲーム感覚でそれを行い、戦争を動かすことや歴史が塗り変えられていくことに興奮を覚えるようになった。だが、クルスが歴史に介入するたびに現代日本の状況はかえって悪化し、クルスは次第に危機感を抱きはじめる。
そしてついに、魂だけでなく肉体までタイムスリップするようになったクルスは、空襲下の大和の甲板上で「戦争はゲームじゃない」という言葉の意味を思い知ることとなる。

## 登場人物

### 現代
上原クルス（うえはら クルス）
17歳の高校生。将来のこともたいして関心がなく戦争にもたいした感慨がなかった。父親が携わるドキュメンタリー番組の収録で潜航艇に乗り込むも意識不明となり、その際に魂が戦時中の帝国海軍軍艦・戦艦「大和」の甲板にタイムスリップする。
上原誠一（うえはら せいいち）
クルスの父親。テレビ局のディレクター。戦艦「大和」に関するドキュメンタリー番組を制作中で、クルスと共に潜航艇に乗り込み、「大和」の眠る海底に向かおうとした。冷静沈着だが気概のない息子には失望している。
石川（いしかわ）
クルスの同級生の少女。クルスと交際していたが、彼がしばらく連絡を取っていなかったことを理由にクルスへ別れ話を切り出す。
松橋（まつはし）
クルスの同級生の少年。石川がクルスと別れた後に彼女に近づくが、ミッドウェー島駐留中の同姓で顔がよく似た「松橋陸軍一等兵」が戦死したことにより（クルスが歴史を改変したことにより）、歴史上から消えてしまう。

### 昭和16年
海馬（かいば）
「大和」に乗り組んでいる水兵（階級は一等水兵）。タイムスリップしたクルスの魂と出会う（クルスの姿と声は海馬にしか分からない）。ひょんなことから山本五十六の従兵に選ばれ、歴史を知っている未来人のクルスが練った戦略を山本に伝え、歴史の改変の重要な役割を果たす（山本には「未来から来たお化けが言うことには…」という形で話をしている）。
山本五十六（やまもと いそろく）
連合艦隊司令長官（階級は大将）。海馬の「お化け」の語る「予言」を元に作戦を立案・実行する。海馬の仲間の水兵たちや他の高官たちは、海馬の「お化け」の話を信じようとしないが、山本は初めに話を聞いたときから「面白い!」と言って信じた。
米内光政（よない みつまさ）
元内閣総理大臣・海軍大臣。自宅で山本と将棋を指す場面がある。その席で山本は今が講和の機会ではないか、と話を持ちかけるが、緒戦の勝利に国民が浮かれている今は難しい、と米内は否定する。もう一度、有利に講和の機会を作ってくれれば、と米内は言う。山本は、それには米空母を残らず沈めてしまうことしかない、と答える。
渡辺安次（わたなべ やすじ）
連合艦隊戦務参謀（階級は中佐）。「大和」が山本を迎えて連合艦隊旗艦となった時に「お前さんのような山みてえな艦」と例えられた背高のっぽの人物。作中で度々、戦略について山本に意見を上申する場面がある。山本には個人的にも気に入られているらしく、ミッドウェーに向かう「大和」で将棋を指す場面も見られる。
黒島亀人（くろしま かめと）
連合艦隊首席参謀（階級は大佐）。
宇垣纏（うがき まとめ）
連合艦隊参謀長（階級は少将）。ミッドウェー海戦の図上演習を取り仕切っていた時、サイコロを振って沈没の判定が下った艦を「生き返らせる」と言う。
南雲忠一（なぐも ちゅういち）
航空母艦「赤城」に座乗する第一航空艦隊司令長官（階級は中将）。ミッドウェー海戦において、敵空母ミッドウェーにあり、という（クルスが海馬を通じて山本に打たせた）「大和」の連合艦隊司令部よりもたらされた無線電信の情報を受け、索敵機を飛ばし敵機動部隊を発見する。先手を打った航空攻撃が成功して空母「ヨークタウン」を仕留めるが、詰めが甘く反撃を受け、空母「赤城」及び「加賀」を喪う。豪胆で積極的な山本とは対照的に、慎重で消極的な人物として描写される。
草鹿龍之介（くさか りゅうのすけ）
南雲と共に「赤城」に乗り組む第一航空艦隊参謀長（階級は少将）。常に南雲の傍らにあり、彼を補佐する。戦場の只中にあっても冷静に物事の成り行きを見つめる。
レイモンド・A・スプルーアンス
航空母艦「エンタープライズ」に座乗する米海軍第16任務部隊指揮官（階級は少将）。冷静沈着な人物。哨戒機からの敵空母2隻発見の報告を受けたとき「まだ…いるかもしれんな。イソロクは簡単に倒せる相手ではないのだよ」と言ったり、敵の第2次航空攻撃隊の来襲に「まだ来るのか…。ミスター・ヤマモト…」と、独り言をつぶやく場面がある。戦闘が終息した後、大局的に見てこの海戦は自分の負けだった、と「長い一日」を振り返る。
山口多聞（やまぐち たもん）
航空母艦「飛龍」に座乗する第二航空戦隊司令官（階級は少将）。史実ではミッドウェー海戦において沈没した「飛龍」と運命を共にした。
本作では、山本の密命を受け沢村の操縦する水上機で末期の時を迎えた「飛龍」にやって来た海馬に説得され、生を選ぶ。そして、歴史の改変によって沈没する運命を逃れた空母「蒼龍」に座乗し、ガダルカナル島近海において生起した米機動部隊との海戦に臨む。
小沢治三郎（おざわ じさぶろう）
山本五十六より連合艦隊を任される。
沢村（さわむら）
大和の艦載機・零式水上観測機の搭乗員（階級は一等飛行兵曹）。出撃の前にも櫛を入れて髪形を決める伊達男。
ラバウル航空隊
坂井三郎などの腕利きのエースパイロットが揃っている。史実と違いニューギニアより早々に転進したため、マリアナ諸島に配備される。

### その他
ヨグ＝ソトース
クルスのタイムスリップに関与している謎の存在。黒い渦や黒い霧の姿でクルスの前に現れ、彼と対話することもある。